# Intersoggettività
Intersoggettività è un concetto utilizzato in filosofia e in psicologia con cui si intende genericamente la condivisione di stati soggettivi da parte di due o più persone.
La parola è utilizzata con tre significati:
- l'accezione più debole si riferisce all'"accordo", ovvero c'è intersoggettività quando più persone concordano sui significati e sulla definizione di una situazione.
- viene altrimenti utilizzata per riferirsi al "senso comune", le concezioni condivise costruite dalle persone nelle loro interazioni reciproche ed utilizzate come risorsa quotidiana per interpretare i significati degli elementi della vita sociale e culturale. Se le persone condividono il "senso comune" significa che utilizzano una definizione ed interpretazione condivisa della situazione[1].
- infine, il termine viene utilizzato per riferirsi alle divergenze di significato condivise (o parzialmente condivise). Le auto-presentazioni, le menzogne, gli scherzi, e le "emozioni sociali" ad esempio richiedono un'incompleta definizione della situazione, con parziali divergenze nelle condivisioni dei significati. Chi sta mentendo è impegnato in un atto intersoggettivo perché lavora con due diverse definizioni della situazione.

L'intersoggettività intesa come nuova modalità relazionale auspicabile tra uomo e donna ha mosso l'elaborazione non solo politica ma anche e soprattutto filosofica e persino teologica di alcuni esponenti di spicco del movimento femminista.

## In filosofia
Nella filosofia contemporanea, l'intersoggettività è un argomento importante nelle tradizioni analitiche e continentali. L'intersoggettività è considerata cruciale non solo a livello relazionale, ma anche a livello epistemologico e persino metafisico. Ad esempio, l'intersoggettività è postulata come avente un ruolo nello stabilire la verità delle proposizioni e nel costituire la cosiddetta obiettività degli oggetti.
Una preoccupazione centrale negli studi sulla coscienza degli ultimi 50 anni è il cosiddetto "problema delle altre menti", che si chiede come possiamo giustificare la nostra convinzione che le persone hanno menti molto simili alle nostre e prevedere gli stati mentali e il comportamento degli altri, come la nostra esperienza dimostra. Le teorie filosofiche contemporanee dell'intersoggettività devono perciò affrontare il problema delle altre menti.
Nel dibattito tra individualismo cognitivo e universalismo cognitivo, alcuni aspetti del pensiero non sono né esclusivamente personali né pienamente universali. I sostenitori della sociologia cognitiva sostengono l'intersoggettività: una prospettiva intermedia della cognizione sociale che fornisce una visione equilibrata tra le visioni personali e universali della nostra cognizione sociale. Questo approccio suggerisce che, anziché essere pensatori individuali o universali, gli esseri umani si iscrivono a "comunità di pensiero", comunità di differenti credenze. Esempi di comunità di pensiero includono chiese, professioni, credenze scientifiche, generazioni, nazioni e movimenti politici. Questa prospettiva spiega perché ogni individuo la pensa diversamente dall'altro (individualismo): la persona A può scegliere di aderire alle date di scadenza degli alimenti, ma la persona B può credere che le date di scadenza siano solo linee guida ed è comunque sicuro mangiare il cibo dopo la data di scadenza. Ma non tutti gli esseri umani la pensano allo stesso modo (universalismo).
L'intersoggettività sostiene che ogni comunità di pensiero condivide esperienze sociali diverse dalle esperienze sociali di altre comunità di pensiero, creando credenze diverse tra le persone che si iscrivono a comunità di pensiero diverse. Queste esperienze trascendono la nostra soggettività, il che spiega perché possano essere condivise da tutta la comunità di pensiero. I fautori dell'intersoggettività sostengono l'opinione secondo cui le credenze individuali sono spesso il risultato di credenze della comunità di pensiero, non solo di esperienze personali o credenze umane universali e oggettive. Le credenze sono ripensate in termini di standard, che sono stabiliti dalle comunità di pensiero.
Edmund Husserl, il fondatore della fenomenologia, riconobbe l'importanza dell'intersoggettività e scrisse ampiamente sull'argomento. Il suo testo più noto sull'intersoggettività sono le Meditazioni cartesiane. Sebbene la fenomenologia di Husserl sia spesso accusata di solipsismo metodologico, nella quinta meditazione cartesiana, Husserl tenta di affrontare il problema dell'intersoggettività e propone la sua teoria dell'intersoggettività trascendentale e monadologica. L'allieva di Husserl Edith Stein estese le basi dell'intersoggettività nell'empatia nella sua tesi di dottorato del 1917, Sul problema dell'empatia (Zum Problem der Einfühlung). L'intersoggettività aiuta anche a costituire l'oggettività: nell'esperienza del mondo disponibile non solo per se stessi, ma anche per l'altro, c'è un ponte tra il personale e il condiviso, il sé e gli altri.

## In psicologia
Le discussioni e le teorie dell'intersoggettività sono preminenti nella psicologia contemporanea, nella teoria della mente e negli studi sulla coscienza. Tre principali teorie contemporanee sull'intersoggettività sono la teoria della teoria, la teoria della simulazione e la teoria dell'interazione.
Shannon Spaulding, dell'Oklahoma State University, scrive; "I sostenitori della "teoria della teoria" sostengono che spieghiamo e prevediamo il comportamento impiegando teorie psicologiche istintive su come gli stati mentali influenzano il comportamento. Con le nostre teorie psicologiche intuitive, deduciamo dal comportamento di un soggetto quali sono probabilmente i suoi stati mentali. E da queste inferenze, più il principio psicologico che collega gli stati mentali al comportamento, prevediamo il comportamento altrui".
I sostenitori della teoria della simulazione, d'altra parte, affermano che spieghiamo e prevediamo il comportamento degli altri usando le nostre menti come modello e "mettendoci nei panni degli altri", cioè immaginando quali sarebbero i nostri stati mentali e come ci comporteremmo se fossimo nella situazione dell'altro. Più specificamente, simuliamo quali stati mentali dell'altro avrebbero potuto causare il comportamento osservato, quindi usiamo gli stati mentali simulati, fingiamo le credenze e fingiamo i desideri come input, eseguendoli attraverso il nostro meccanismo decisionale. Quindi prendiamo la conclusione risultante e la attribuiamo all'altra persona. Recentemente, autori come Vittorio Gallese hanno proposto una teoria della simulazione incarnata che si basa sulla ricerca neuroscientifica sui neuroni specchio e sulla ricerca fenomenologica.
Spaulding osserva che questo dibattito ha sofferto di stagnazione negli ultimi anni, con progressi limitati all'articolazione di varie teorie sulla "simulazione ibrida". Per risolvere questo vicolo cieco, autori come Shaun Gallagher hanno avanzato la teoria dell'interazione. Gallagher scrive che un "... importante cambiamento sta avvenendo nella ricerca sulla cognizione sociale, lontano da un focus sulla mente individuale e verso ... aspetti partecipativi della comprensione sociale ...." La teoria dell'interazione è proposta per porre l'accento su una svolta interattiva nelle spiegazioni dell'intersoggettività. Gallagher definisce un'interazione come due o più agenti autonomi impegnati in un comportamento co-regolato. Ad esempio, quando si porta a spasso un cane, il comportamento del proprietario è regolato dal cane che si ferma e che annusa, e il comportamento del cane è regolato dai comandi del proprietario. Quindi, portare a spasso il cane è un esempio di un processo interattivo. Per Gallagher, l'interazione e la percezione diretta costituiscono ciò che definisce l'intersoggettività "primaria" (o di base).
Gli studi sul dialogo e sul dialogismo rivelano come il linguaggio sia profondamente intersoggettivo. Quando parliamo, ci rivolgiamo sempre ai nostri interlocutori, prendendo la loro prospettiva e orientandoci a ciò che pensiamo che pensino. All'interno di questa tradizione di ricerca, è stato sostenuto che la struttura dei singoli segni o simboli, la base del linguaggio, è intersoggettiva e che il processo psicologico di autoriflessione implica l'intersoggettività. Una ricerca sui neuroni specchio fornisce prove delle basi profondamente intersoggettive della psicologia umana e probabilmente gran parte della letteratura sull'empatia e la teoria della mente si riferisce direttamente al concetto di intersoggettività.

## Intersoggettività e sviluppo infantile
Colwyn Trevarthen ha applicato l'intersoggettività allo sviluppo culturale molto rapido dei neonati. La ricerca suggerisce che come bambini, gli esseri umani sono biologicamente collegati a "coordinare le loro azioni con gli altri". Questa capacità di coordinarsi e sincronizzarsi con gli altri facilita l'apprendimento cognitivo ed emotivo attraverso l'interazione sociale. Inoltre, la relazione più socialmente produttiva tra bambini e adulti è bidirezionale, in cui entrambe le parti definiscono attivamente una cultura condivisa. L'aspetto bidirezionale consente alle parti attive di organizzare la relazione nel modo che ritengono opportuno: ciò che considerano importante riceve più attenzione. L'accento è posto sull'idea che i bambini siano attivamente coinvolti nel modo in cui apprendono, usando l'intersoggettività.

## Intersoggettività e psicoanalisi
Oltre che nelle scuole di psicoterapia dove trova applicazione la teoria delle interrelazioni tra terapeuta-paziente, anche in ambito psicoanalitico, con questo termine si intende il modello relazionale che fa da parametro nel procedere della relazione tra analista e analizzato.

### Dalla teoria alla prassi intersoggettiva
Quella psicoanalisi che si attiene più allo "spirito" del suo fondatore Sigmund Freud piuttosto che alla sua "lettera", considera sé stessa come un metodo per la trasformazione della realtà piuttosto che come un sistema di interpretazione della realtà. In questo modo la psicoanalisi sembra inglobare nel suo manifesto programmatico, almeno nei fatti, e sia pur indicando un'altra metodologia di prassi, la famosa frase di Marx ed Engels ad Hegel innanzitutto e a tutto il pensiero filosofico: "I filosofi hanno interpretato il mondo in maniera diversa ma si tratta invece di trasformarlo" 

### Valori morali e valori relazionali
Conseguentemente la psicoanalisi si pone al di sopra di ogni moralismo, al di là del bene e del male convenzionali e considera invece il modello relazionale intersoggettivo come valore supremo poiché in esso coincidono e la terapia e la conoscenza.

### Psicoterapia e psicoanalisi: guarigione o intersoggettività?
Lo stesso Freud ammise che la psicoanalisi, pur essendo nata come medicina ovvero terapia per curare disturbi nervosi, psichici o mentali, ben presto si rivelò un metodo di conoscenza rispetto al quale la cosiddetta guarigione del paziente passava in secondo piano: il paziente aumenta principalmente la conoscenza di sé stesso, simultaneamente anche guarisce ma la guarigione dal punto di vista dell'analisi in sé è un epifenomeno.

Da questo punto di vista c'è un parallelismo tra Freud e Cristoforo Colombo: così come quest'ultimo, partito con l'intenzione di arrivare alle Indie divenne inaspettatamente lo scopritore dell'America, ugualmente Freud dopo aver iniziato il suo cammino con intenti semplicemente curativi divenne anch'egli scopritore di una nuova via di conoscenza.

#### Il male: motore della psicoanalisi verso l'intersoggettività
Se la psicoanalisi è una "via di conoscenza", il male del paziente può essere considerato una "vocazione" in quanto è proprio la chiamata dell'essere a sapere di sé. Se non ci fosse questo male, non ci sarebbe ciò che incalza alla conoscenza di sé. La psicoanalisi ha la pretesa di dissolvere il male trovandone il senso, che è ben altro e ben più radicale che esorcizzare il male come fanno la psicofarmacologia e altre tecniche psicoterapeutiche. La psicoanalisi non tratta il male in sé ma il senso del male, la sua direzione; e nel trovare tramite il suo metodo questo senso nascosto ne permette la realizzazione e, nel realizzarlo, elimina il male alla radice e non nella sua semplice sintomatologia che altrimenti potrebbe riapparire sotto altre vesti. Questo ottiene superando quel senso che chiedeva al soggetto, che lo pativa dolorosamente, di essere realizzato. Il male ritornerà ma non sarà più una ripetizione, la coazione a ripetere infatti quale memoria storica di ciò che è stato non si può chiamare vera vita e il dolore psichico che magari anche si somatizza denuncia proprio questo.
In questo significato la psicoanalisi intesa come "autorealizzazione dell'inconscio" trova una sua definizione da parte dell'altro pioniere della psicoanalisi delle origini: Carl Gustav Jung, che trattava la sua intera esistenza nello stesso modo in cui considerava la psicoanalisi: un'autorealizzazione dell'inconscio. Infatti da quanto detto finora chiunque intuisce che quello dello psicoanalista non può essere semplicemente un mestiere nel senso tradizionale del termine che si dà alla parola "mestiere" ma semmai uno stile di vita, un vero e proprio atteggiamento esistenziale perennemente teso a scalzare la forte resistenza alla trasparenza dell'opacità interiore che quindi coincide con una sorta di atteggiamento alchemico coincidente con l'azione di disvelamento del "misterium coniunctionis". Atteggiamento questo che coincide con l'intersoggettività la quale per dispiegarsi necessita per la sua realizzazione di una sorta di rivoluzione copernicana al livello del sistema psichico tendente a spodestare l'Ego come ha fatto Niccolò Copernico con la Terra, ed in un certo senso con l'Antropos, da centro narcisistico del sistema psichico per sostituirlo con il Sé che è l'identità solo relazionale e che comprende l'uno e l'altro della relazione come un'unità processuale indivisibile, mentre l'Ego per sua natura non può che necessariamente essere vincolato a un'identità storica e per ciò continuamente minacciata nella sua coerenza da ciò ch'egli costituisce sostanzialmente come altro da sé, paventando la rottura del vissuto di continuità.

### Psicoanalisi e relazione
La psicoanalisi, operando al di là di ogni moralismo convenzionale al progressivo divenire conscio dell'inconscio, opera alla progressiva trasformazione del modello relazionale interdipendente, (dove i due sono calati con le loro reciproche dipendenze in un gioco delle parti per così dire inconsapevole) nel modello relazionale intersoggettivo dove la coppia analista-analizzato è in una relazione all'interno della quale non si danno altri bisogni che quelli propri del processo di soggettivazione: il bisogno della presenza dell'altro e quello di essere con l'altro in libertà.

#### L'esoterismo dell'intersoggetività
Esistono discipline come la psicoanalisi che non si possono giudicare dall'esterno come per esempio la comunità scientifica richiede di fare nelle scienze esatte con i suoi metodi statistici. Da qui l'atteggiamento apparentemente altero di molti sostenitori della psicoanalisi, ritenuti da altri per questo saccenti, a partire da Freud che liquidava con una battuta gran parte delle critiche alla psicoanalisi dicendo semplicemente che chi non ha sperimentato una analisi in prima persona non può nemmeno sapere di cosa si sta parlando.
Questo vale anche e soprattutto per l'intersoggettività la cui teorizzazione scaturisce proprio dalla psicoanalisi, intersoggettività che oltre ad essere una nuova modalità di relazionarsi, è anche una nuova logica nella quale tutto viene trattato come un processo unitario senza alcuna separazione tra i momenti di tale processo e nella quale ogni momento del processo è anche tutto il processo pur essendo solo uno dei momenti che lo compongono, momento del processo che contiene in sé i movimenti già superati e quelli ancora non in essere. 
Freud stesso, sin dagli esordi del metodo psicoanalitico metteva in atto questa logica rinunciando alle resistenze della sua ragione, frammentante il reale movimento quale dinamica dell'essere, si poneva in ascolto dell'inconscio che parlava attraverso i balbettii dei suoi pazienti, ovvero attraverso il loro transfert e quindi anche del suo proprio controtransfert anche se Freud possedeva qualche strumento in più del suo paziente, strumento che gli permetteva così di non agire il controtransfert per non riprodurre una relazione "normale" cioè interdipendente, ma realizzare un'esperienza relazionale nuova e quindi conoscitiva più ancora che terapeutica: in una parola, una relazione intersoggettiva.
Nella sua pratica clinica Freud usava già allora una logica intersoggettiva anche se, legato come era per la sua formazione accademica alla scienza ufficiale, non la teorizzava. Solo dopo molto tempo la psicoanalisi passò da una teoria pulsionale di impronta positivistica a una teoria veramente relazionale.
In un certo senso quindi la psicoanalisi e la sua logica che la guida nel processo psicoanalitico, l'intersoggettività, le apparentano entrambe alle tradizioni dell'esoterismo anche se solo per un suo corretto intendimento che vada al di là delle vulgate da rotocalco. Questo è un dato di fatto anche se la psicoanalisi e la nuova logica intersoggettiva non si sono mai trincerate dietro sette o congreghe iniziatiche come altre vie di conoscenza hanno invece fatto anche se giustificate dal timore di essere fraintese. La psicoanalisi al contrario fin dall'inizio è stata un movimento di pensiero di chiara indole essoterica.

#### La fine dei ruoli e la fine del (vecchio) mondo
All'interno del modello relazionale intersoggettivo che fa da parametro al procedere della relazione psicoanalitica, non vige alcuna divisione di ruoli quali quelli di: maschile-femminile, attivo-passivo, conoscente-conosciuto, tra chi interpreta e chi è interpretato, tra chi dà e chi riceve, in una parola tra soggetto e oggetto.
Questo è possibile grazie al fatto che i due della relazione psicoanalitica facendo leva sulla loro capacità riflessiva prendono distanza via via sempre più da sé stessi e dalla situazione contingente nella quale sono entrambi calati e si progettano nel tempo nella libertà.
In questa maniera eros e logos cessano la loro contrapposizione secolare e anzi si fanno alleati uno dell'altro. Infatti gli "equivoci" che si danno all'interno della relazione costituita dalla coppia analista-analizzato e che nel gergo proprio di questa disciplina prendono il nome di transfert e di controtransfert, in ultima analisi vengono a coincidere con la stessa modalità relazionale interdipendente la cui critica radicale non è stata ancora condotta sino in fondo, prova ne sia che nel modello relazionale intersoggettivo non si danno più "equivoci" non avendo più i due partner della relazione intersoggettiva altra aspettativa che quella del dirsi dell'altro nella libertà.
E invece sono proprio questi equivoci ciò che costituiscono l'inconscio quali sintomi dell'interdipendenza stessa. Ciò si spiega abbastanza facilmente se si pone attenzione al fatto che mentre il modello intersoggettivo è quello di una relazione in cui l'unica aspettativa che l'uno ha verso l'altro è solo quella che l'altro ci sia ma in libertà. Non è così nell'interdipendenza, ed è proprio questa diversa aspettativa che fonda e struttura l'inconscio e tutti i sintomi dell'inconscio: transfert e controtransfert.
Il principio di intersoggettività fa del metodo psicoanalitico, quale metodo di trasformazione delle realtà relazionali, quanto di più seriamente critico vi possa essere dell'ordine relazionale strutturato sulla divisione dei ruoli.

## Intersoggettività e femminismo
Per quanto attiene ai rapporti tra la prospettiva aperta dall'intersoggettività e quelle del "movimento di liberazione della donna" ormai più brevemente chiamato femminismo, si possono trovare dei paralleli non tanto nelle posizioni sindacaliste o corporative quanto nelle posizioni più esplicitamente filosofiche come quelle espresse da Virginia Woolf, da Simone de Beauvoir o da altri ancor più recenti esponenti che invece presero le mosse proprio dalla psicoanalisi sia pure Lacaniana e filtrata da una donna Luce Irigaray espulsa immediatamente da Lacan stesso, dato il modo irriverente con cui trattava "il maestro".
Importate in Italia le idee eretiche della psicoanalista lacaniana, a Milano per opera dei filosofi Luisa Muraro e Adriana Cavarero si è costituita una vera e propria comunità filosofica intitolata alla maestra di Socrate, la filosofa "Diotima" tanto elogiata da Socrate stesso.
Resta il fatto comunque che almeno al momento attuale la tematica dell'intersoggettività è stata trattata e approfondita in maniera veramente esplicita proprio dalla scienza psicoanalitica.